# Julius Landsberger (Rabbiner, 1819)

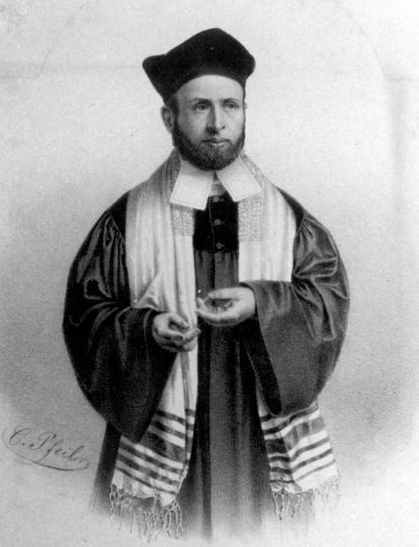
Julius Landsberger, um 1860

Julius Landsberger (geboren am 10. August 1819 in Zülz, Landkreis Neustadt O.S., Oberschlesien; gestorben am 3. März 1890 in Darmstadt) war ein jüdischer Gelehrter, Orientalist und Rabbiner.

## Leben
Julius Landsberger war der Sohn des Kaufmanns Wolfgang Landsberger Oberglogau (Glogówek). Er studierte den Talmud in Prostějov (Proßnitz) und Lipník (Leipnik). 1837 wurde er in Prenzlau von Gerson Zippert Asche ordiniert. Beglaubigt wurde das später durch ein Morenu-Zeugnis des Berliner Rabbiners Jacob Joseph Oettinger. Im gleichen Jahr kam er an das Friedrichsgymnasium in Breslau. Er immatrikulierte sich 1842 in Breslau als Gasthörer. Er studierte an der Fraenckelschen Bet-Midrasch (Jeschiwa) bei Abraham Geiger. 1844 legte er extern sein Abitur ab und schrieb sich danach regulär an der Universität Breslau ein. 1845 immatrikulierte er sich an der Friedrich-Wilhelms-Universität zu Berlin, promovierte 1845 in Halle und kehrte dann nach Breslau zurück.
1849 ging Landsberger als Rabbiner und Religionslehrer nach Brieg, wo er auch die Aufsicht über die jüdische Schule hatte und am städtischen Gymnasium unterrichtete.
Im August 1854 folgte er dem Ruf als Rabbiner zur jüdischen Brüdergemeinde in Posen. Dort erteilte er Religionsunterricht an der königlichen Realschule und an der Religionsschule, die er reorganisierte.
Landsberger wirkte von 1859 bis 1889 als Großherzoglicher Landesrabbiner der Provinz Starkenburg in Darmstadt. Er galt als charismatischer Thora-Gelehrter und Prediger und prägte in Darmstadt eine nahezu 30-jährige Ära. Ein Höhepunkt seines Wirkens war die durch ihn vollzogene Einweihung der Liberalen Synagoge Darmstadt in der Fuchs-/Friedrichstraße am 23. Februar 1876 im Beisein der versammelten Großherzoglichen Prominenz. Das imposante, über 20 Meter hohe Gotteshaus überragte die Dächer Darmstadts und galt „als Zierde unserer Stadt“. Während des Darmstädter Novemberpogroms vom 9. auf den 10. November 1938 wurde der Sakralbau von SA in Zivil geschändet, geplündert, in Brand gesteckt und gesprengt. 65 Jahre danach ereignete sich die „scheinbar wundersame Wiederkehr eines jüdischen Gotteshauses“: Anfang Oktober 2003 entdeckte man bei Aushubarbeiten beim Bau des Neuen Klinikums für Innere Medizin die Überreste der zerstörten Synagoge Landsbergers. Der damalige Oberbürgermeister Peter Benz verhängte einen Baustopp, berief einen Runden Tisch ein und setzte die Schaffung einer städtischen Gedenkstätte durch. Seit dem 9. November 2009 gibt es im Inneren des neuen Krankenhauses für Innere Medizin einen Erinnerungsort Liberale Synagoge Darmstadt. Es gilt damit als einziges Krankenhaus in Deutschland, das einen solchen Tatort eines NS-Verbrechens beherbergt. Im Dezember 1889 legte Landsberger sein Amt wegen Krankheit nieder.
Am 3. August 1852 heiratete Landsberger Pauline Löwe, Tochter des Rabbiners Simon Löwe in Ratibor. Aus der Ehe gingen zwei Söhne, darunter Richard Landsberger (1864–nach 1936), der Begründer einer biologischen Zahnheilkunde, und eine Tochter hervor.
Landsberger war Mitglied der Deutschen Morgenländischen Gesellschaft. Er hielt, als 1870/71 Zuaven als Kriegsgefangene in Darmstadt waren, mit ihnen Gottesdienst in arabischer Sprache und las ihnen aus dem Koran vor.

## Werke (Auswahl)
- Fabulae aliquot Aramaeae / interpretando correctae adnotationibusque instructae a J. L. Berlin 1846. (Text lateinisch und aramäisch).
- Die Fabeln des Syntipas. In: Zeitschrift der Deutschen Morgenländischen Gesellschaft, Band 12. 1858. S. 149–159 (Digitalisat).
- Die Fabeln des Sophos. Posen 1859.
- Liebe, Traum und Teufel: 3 Vorträge aus dem Gebiete der Mythologie, Psychologie und Dämonologie. Jonghaus, Darmstadt 1869.
- Zur Abwehr (1871); Das Buch Hiob und Goethes Faust. Das. 1882.

Ferner die mit wissenschaftlichen und textkritischen Noten versehene Übersetzung der Iggeret baale Chajim von Kalonymos ben Kalonymos (das. 1882), eines arabischen Märchens, das einen Rechtsstreit zwischen Mensch und Tier vor dem Gerichtshof des Königs der Genien enthält.

## Ehrungen
Auf Initiative des Fördervereins Liberale Synagoge Darmstadt e.V. wurde am 9. November 2011 auf dem Darmstädter Klinikumsgelände unweit des Erinnerungsorts Liberale Synagoge der Julius-Landsberger-Platz durch Oberbürgermeister Jochen Partsch eingeweiht. Der Vorsitzende und Gründer des Fördervereins Martin Frenzel, Initiator der Idee, sagte in seiner Ansprache, man wolle auf diese Weise eine „Lichtgestalt des liberalen Reformjudentums“ ehren.
Ebenfalls auf Initiative des Fördervereins Liberale Synagoge Darmstadt e.V. folgte die Enthüllung zweier Gedenktafeln zu Ehren des ersten Rabbiners der Liberalen Synagoge am 8. November 2013, am Vortag des 75. Jahrestags der Darmstädter Novemberpogrome. Zum einen ziert nun die Wand eines Klinikumgebäudes am Julius-Landsberger-Platz ein Aluminium-Relief des Bildhauers Gerhard Roese, das dieser als Hommage an Rabbi Julius Landsberger im Auftrag des Fördervereins Liberale Synagoge schuf. Der Verein stiftete zudem eine zweite Gedenktafel „Zukunft braucht Erinnerung: Hommage an Rabbi Dr. Julius Landsberger“, auf der die Vita und eine historische Lithografie des Thora-Gelehrten zu finden sind. Der Förderverein Liberale Synagoge hatte zwei Jahre lang über 6000 Euro für beide Gedenktafeln gesammelt. Zahlreiche  Bürger, aber auch öffentliche Institutionen und Stiftungen beteiligten sich an dieser Benefizspendenaktion.
Mit Unterstützung des Fördervereins Liberale Synagoge produzierte zudem der Darmstädter Filmemacher Florian Steinwandter-Dierks einen Dokumentarfilm Die Liberale Synagoge: Wenn Steine aus der Mauer schreien – Zukunft braucht Erinnerung (30 Min., 2013), in dem Julius Landsberger eine Schlüsselrolle spielt.

## Letzte Ruhestätte
Seine letzte Ruhestätte fand Rabbiner Julius Landsberger auf dem Jüdischen Friedhof in Darmstadt-Bessungen.

## Weblink
- Landsberger, Julius. Hessische Biografie. (Stand: 12. Januar 2024). In: Landesgeschichtliches Informationssystem Hessen (LAGIS).